# Хенрик Надлер
Хенрик Надлер (мађ. Nádler Henrik) био је мађарски интернационални фудбалер који је играо на позицији левог везног. Био је седмоструки шампион Мађарске док је играо за МТК Будимпешта.

## Биографија
Надлер је рођен у Будимпешти и био је Јевреј, син Исака, произвођача кофера, и Розе Ахт, и имао је шесторо браће и сестара: Берталана, Ему, Гизеллу, Илеса, Ренее и Розалију.
Играо је фудбал за МТК из Будимпеште између 1919. и 1930. године. Надлер је био седмоструки шампион лиге са својим клубом МТК (1919–20, 1920–21, 1921–22, 1922–23, 1923–24, 1924–25 и 1928. ) и двоструки освајач Купа Мађарске (1923. и 1925.) За клуб је постигао шест голова на 107 утакмица рачунајући сва такмичења.
Између 1924. и 1926. Надлер је одиграо седам утакмица за репрезентацију Мађарске. Био је члан тима који је учествовао на Летњим олимпијским играма 1924. године али није играо ни на једној утакмици.
Надлер је умро као радник од стране нациста током Другог светског рата. Мада се место и време његове смрти у неким изворима наводе као концентрациони логор Маутхаузен 1945. године, умро је у Немачкој, у концентрационом логору Бухенвалд, 12. маја 1944. године.